# Neutronová bomba

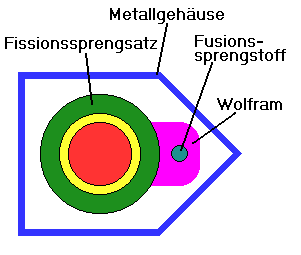
Diagram neutronové bomby

Neutronová bomba je typ taktické jaderné zbraně, která ve zvýšené míře vyzařuje neutrony. Je to termojaderná zbraň, u níž je až polovina energie uvolněna ve formě ionizujícího záření, z nějž přes polovinu připadá na neutronové záření. Ačkoli sama má stále silné tepelné a tlakové účinky, jejím hlavním cílem jsou živé organismy. Běžná představa, že neutronová bomba zabíjí, ale infrastrukturu neničí, není zcela správná, v okruhu několika set metrů ničí stejně jako obyčejná jaderná zbraň o ekvivalentu zhruba kilotuna TNT. Člověka ale dokáže zabít svým zářením na vzdálenost mnohokrát větší.

## Historie
Za vynálezce neutronové bomby je považován Samuel Cohen, který její koncept navrhl v roce 1958. Poprvé ji Spojené státy americké vyzkoušely v roce 1963. Na konci sedmdesátých let byl její vývoj zastaven, ale v osmdesátých zase obnoven. Měla být použita pro zastavení případného útoku obrněných vojsk Varšavské smlouvy, pancéřování totiž není pro neutronové záření překážkou. Jeden z vyvinutých typů, W79, byl i dělostřeleckým 8″ nábojem.
Reakce Sovětského svazu byla velmi prudká, zřejmě při vědomí její účinnosti na pozemní vojska a velké ekonomické zátěži při její výrobě. Zbraň ve své propagandě označovalo za „barbarskou“, „nehumánní“ a „útočnou“. V listopadu 1978 Leonid Brežněv ve svém projevu prohlásil, že SSSR tuto zbraň již taky dávno vyzkoušel, ale nikdy ji nezačal masově vyrábět.
Po skončení studené války USA neutronové bomby vyřadily ze své výzbroje. Poslední neutronovou bombu USA rozebraly v roce 2003. Neutronovou bombu vyzkoušela roku 1980 i Francie, ale ta je již také nepoužívá. Předpokládá se, že neutronovou bombu by mohla od roku 1988 sestrojit i Čína.

## Účinky
Kilotunová neutronová bomba vybuchlá 1 km nad zemí způsobí ve vzdálenosti 300 metrů smrt během dvou dnů a ve vzdálenosti 700 m během týdne. Zabíjí až ve vzdálenosti 2600 m a podstatné škody působí na vzdálenost 3,5 km. Opožděné účinky jsou také její nevýhodou, protože zasažení ve větší vzdálenosti po prvotní paralýze se dočasně proberou a až několik dní se cítí relativně dobře.